# Ambientalismo fiscal
Ambientalismo Fiscal é um termo híbrido de duas filosofias tradicionais e muitas vezes conflitantes, ambientalismo e conservadorismo fiscal, criado para enfatizar a crescente compreensão do meio termo entre os dois, onde os objetivos de cada um são cumpridos simultaneamente. O resultado é uma prática empresarial baseada em princípios de design ambiental inteligente e disciplina financeira, associados a cada um.

## Conceito
Práticas tradicionais de gestão ambiental (incluindo preservação, eliminação de resíduos e maior eficiência energética) complementam a política econômica voltada para resultados (incluindo aumento da lucratividade, redução de desperdício e eficiência organizacional). Como o crescimento econômico futuro exigirá um grau mais alto de consciência ambiental e uma utilização mais forte dos fundos de investimento disponíveis, as marcas de uma empresa, organização, governo ou família eficientemente organizada e lucrativa podem se beneficiar da abordagem holística do ambientalismo.
O ambientalismo fiscal é um termo útil para indivíduos familiarizados com qualquer uma das filosofias e está relacionado a conceitos muito gerais, como "práticas de negócios sustentáveis " e "práticas de negócios socialmente responsáveis", e outros conceitos mais específicos de campos tradicionais, como Economia Ecológica e Sistemas de Gestão Ambiental. Comparado a esses outros termos, o ambientalismo fiscal enfatiza a disciplina fiscal. Ele é usado em discussões com líderes empresariais que buscam atender à demanda do público por uma maior conscientização ambiental, ao mesmo tempo em que se concentram no sucesso final.

## Exemplos corporativos
Exemplos recentes de ambientalismo fiscal incluem o aumento de práticas de construção ecológica entre o governo e empresas tradicionais como uma tentativa de economizar custos no consumo de energia e melhorar a qualidade do ar interno. Até mesmo o varejista Wal-Mart, que muitas vezes tem sido duramente criticado por grupos ambientalistas por suas práticas ambientais, começou a adotar uma abordagem ambientalista fiscal, mesmo que apenas para economizar dinheiro. Recentemente, contratou um novo oficial sênior de Assuntos Ambientais. A Wal-Mart também assumiu recentemente um compromisso monumental de promover lâmpadas fluorescentes compactas economizadoras de energia.
De acordo com uma classificação global da Newsweek, que mede a eficiência com que as 100 maiores empresas gerenciam riscos e oportunidades ambientais em relação a seus pares do setor, o Royal Bank of Canada é a empresa mais ecológica do mundo. Outras empresas entre as cinco primeiras incluem Lafarge, Grupo Ferrovial, Westpac e Yell Group.